# Clausura simétrica
Sea {\displaystyle R} una relación binaria aplicada sobre un conjunto {\displaystyle A}, la clausura simétrica o cierre simétrico de {\displaystyle R}, denotada {\displaystyle CS(R)}, es la relación simétrica más pequeña aplicada sobre {\displaystyle A} que contiene a {\displaystyle R}.
En otras palabras, {\displaystyle CS(R)} es la relación binaria que verifica:
1. {\displaystyle R\subseteq CS(R)}
2. {\displaystyle CS(R)\,} es simétrica
3. Si {\displaystyle R'\,} es una relación simétrica tal que {\displaystyle R\subseteq R'}, entonces {\displaystyle CS(R)\subseteq R'}

Note que si {\displaystyle R} es simétrica, entonces {\displaystyle CS(R)=R}.

## Cómo calcularla
Si tenemos una relación binaria {\displaystyle \scriptstyle {\mathcal {R}}} sobre un conjunto de n elementos {\displaystyle \scriptstyle \{a_{1},\dots ,a_{n}\}}, para calcular la clausura simétrica conviene representar esta relación binaria como una matriz booleana {\displaystyle \scriptstyle B_{\mathcal {R}}} definida como:

{\displaystyle B_{\mathcal {R}}=[b_{ij}]\quad {\mbox{donde}}\quad b_{ij}:={\begin{cases}1&{\mbox{si}}\ a_{i}{\mathcal {R}}a_{j}\\0&{\mbox{si}}\ \lnot a_{i}{\mathcal {R}}a_{j}\end{cases}}}

Es decir, si el elemento ai y el elemento aj están relacionados entonces en la fila i y la columna j de la matriz boleana aparecerá un 1, y si no están relacionados aparecerá un 0.
Si tenemos una relación expresada como matriz booleana, para obtener la matriz que representará a la clausura simétrica se cambian algunos ceros (0) por unos (1), en la matriz de la relación original para que la matriz final sea simétrica respecto de la diagonal principal.
{\displaystyle {\begin{matrix}\mathbf {1} &0&1&0&1&0\\0&\mathbf {1} &0&1&0&1\\1&0&\mathbf {1} &0&1&0\\0&1&0&\mathbf {1} &0&1\\1&0&1&0&\mathbf {1} &0\\0&1&0&1&0&\mathbf {1} \\\end{matrix}}}
La regla de cambio es: si {\displaystyle b_{ij}\neq b_{ji}} entonces debemos hacer el siguiente cambio {\displaystyle {\bar {b}}_{ij}:={\bar {b}}_{ji}=\max\{b_{ij},b_{ji}\}}.